# خورن یکم پارویان
خورن یکم پارویان (ارمنی: Խորեն Ա. Բարոյան؛ انگلیسی: Khoren I Paroian؛ زادنام مسروپ ۲۴ نوامبر ۱۹۱۴ – ۹ فوریهٔ ۱۹۸۳) کشیش ارمنی‌تبار اهل قبرس بود. وی جاثلیق سریر مقدس کیلیکیه بین سال‌های ۱۹۶۳ تا ۱۹۸۳ بود.

## زندگی‌نامه
وی در ۲۴ نوامبر ۱۹۱۴ در Adalia، اقامتگاهی در نزدیکی ماکاراوانک به دنیا آمد  وی در ۹ فوریهٔ ۱۹۸۳ در سن ۶۸ سالگی در انطلیاس درگذشت.